# Nachschon (Bibel)

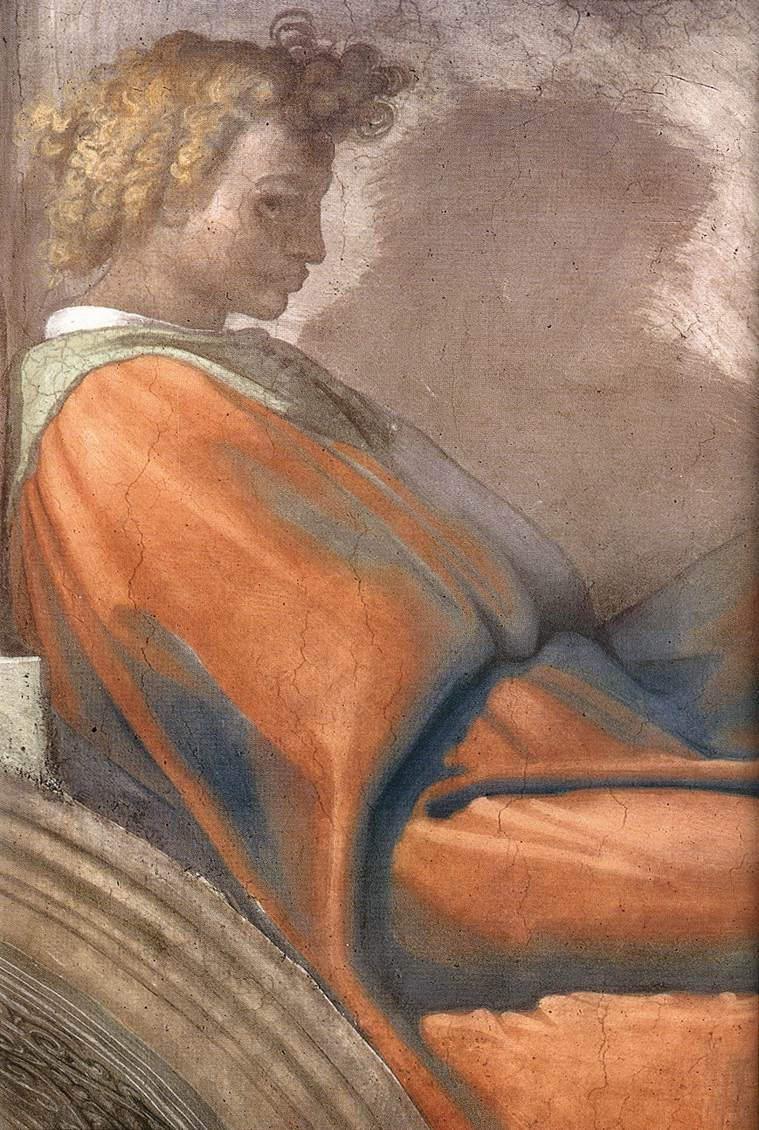
Nachschon auf einem Fresko Michelangelos in der sixtinischen Kapelle

Nachschon ist eine mehrfach in der Bibel erwähnte Person aus dem Stamm Juda. Er war der Sohn Amminadabs und der Vater Salmons und gehört damit zum Stammbaum Jesu und König Davids. Seine Schwester Elischeba war die Frau des Aaron.
Der Überlieferung nach war Nachschon der erste Israelit, der beim Durchzug durch das Rote Meer als erster das gespaltene Schilfmeer betrat.

## Etymologie
Der hebräische Personenname נַחְשֹׁון naḥšôn, deutsch ‚Nachschon‘ ist wahrscheinlich ein Einwort- und Tiername. Er leitet sich dann von dem Substantiv נָחָשׁ nāḥāš ab und bedeutet wie dieses „Schlange“. Alternativ könnte eine Verbindung zur Wurzel נחשׁ nḥš „wahrsagen“ vermutet werden. Vergleichbar ist der Name Nahasch (נָחָשׁ nāḥāš „Schlange (?)“), ferner der akkadische Name Nuḫšānu und der altsüdarabische Name NḤSN.
Die Septuaginta gibt den Namen als Ναασσων Naassōn wieder, die Vulgata als Naasson, der Samaritanische Pentateuch als Nēššon.

## Erwähnung in der Bibel
Laut 4. Buch Mose 1, 7  war Nachschon einer der zwölf Vertreter der Stämme, die Mose bei der Zählung des Volks Israels nach dem Auszug aus Ägypten helfen sollte. Im 2. Kapitel desselben Buches wird die Ordnung der Lager der Stämme um die Stiftshütte herum beziehungsweise beim Zug in das gelobte Land beschrieben. Als erstes wird dabei der Stamm Juda unter der Führung Nachschons genannt (4. Mose 2,3 ). Nochmals in ähnlicher Weise wird er in 4. Mose 10, 14  erwähnt.
Im 7. Kapitel wird die Weihegabe Nachschons, die dieser als erster der Stammesfürsten anlässlich der Einweihung der Stiftshütte darbrachte, beschrieben:

„Am ersten Tage brachte seine Gabe Nachschon, der Sohn Amminadabs, vom Stamme Juda. Und seine Gabe war eine silberne Schüssel, hundertdreißig Schekel schwer, eine silberne Schale, siebzig Schekel schwer nach dem Münzgewicht des Heiligtums, beide voll feinem Mehl, mit Öl vermengt, zum Speisopfer, dazu ein goldener Löffel, zehn Schekel schwer, voll Räucherwerk, ein junger Stier, ein Widder, ein einjähriges Lamm zum Brandopfer, ein Ziegenbock zum Sündopfer und zum Dankopfer zwei Rinder, fünf Widder, fünf Böcke und fünf einjährige Lämmer. Das ist die Gabe Nachschons, des Sohnes Amminadabs.“

Als direkter Vorfahre König Davids wird Nachschon in Ruth 4,20   und 1. Chronik 2,10–11  erwähnt. Wie auch schon in 4. Mose 1 wird er im 1. Buch der Chronik als Fürst beziehungsweise Anführer des Stammes Juda bezeichnet.
Im Neuen Testament wird der Stammbaum Davids, einschließlich seiner Nachkommen bis zu Josef, dem Mann Marias, an zwei Stellen angeführt. In Matthäus 1, 7  und Lukas 3, 32  wird Nachschon jeweils in diesen Listen genannt.